# Airport City
Pour l’article homonyme, voir Airport City (jeu vidéo).
Airport City Beograd (en serbe cyrillique : Ерпорт Сити Београд ; en serbe latin : Erport Siti Beograd) est un quartier de Belgrade, la capitale de la Serbie. Il est situé dans la municipalité de Novi Beograd. Airport City Beograd (ACB) est en fait un parc d'affaires encore en cours de construction.

## Localisation
Airport City Beograd est situé dans le Blok 65 de Novi Beograd. Le parc est délimité par les rues Milutina Milankovića et Omladinskih brigada. Il se trouve à l'emplacement de l'ancien aéroport de Belgrade. Cet aéroport, terminé en 1927, avait été détruit par les Nazis en 1941 et définitivement abandonné en 1962, quand l'aéroport Nikola Tesla entra en service.

## Parc d'affaires

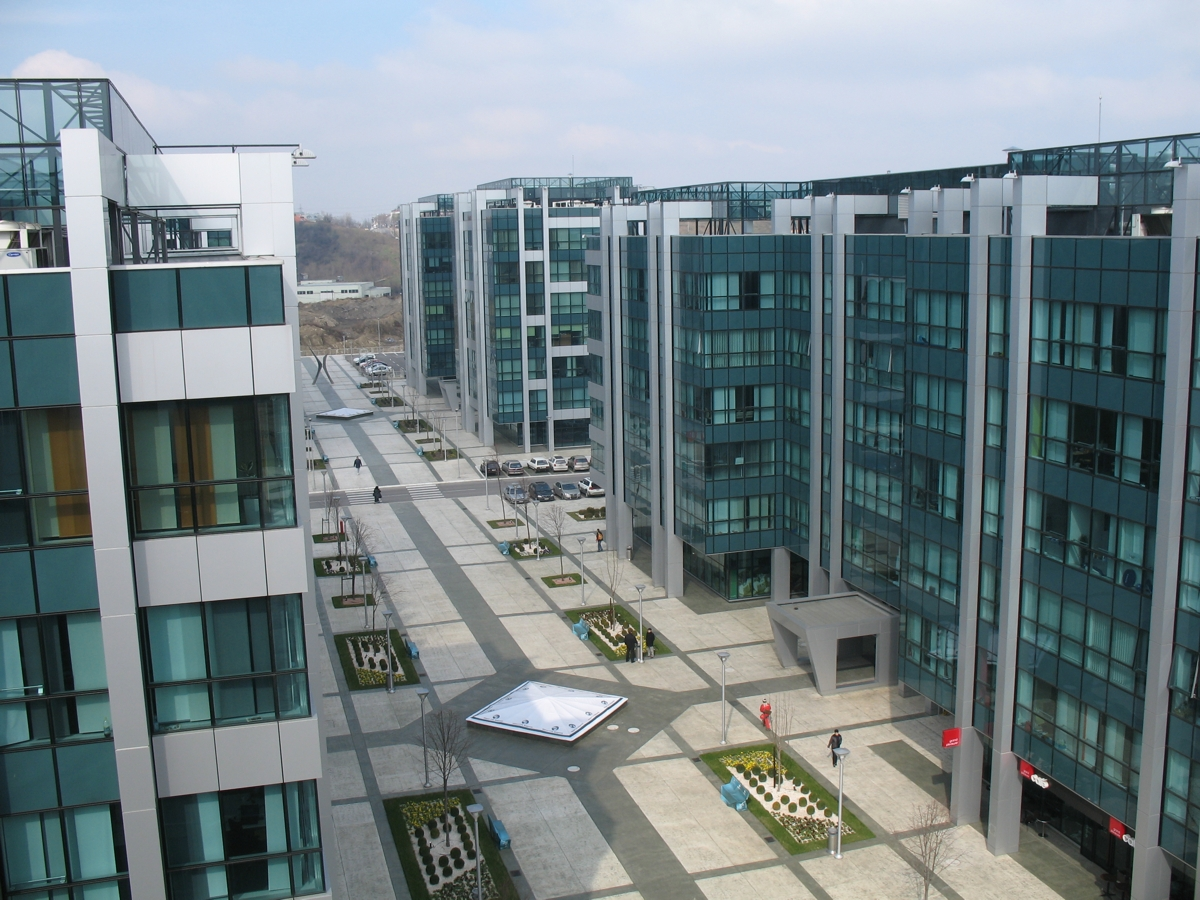
Vue d'Airport City

ACB est le premier parc d'affaires de son genre en Serbie. Surnommé la Ville dans la Ville, le parc s'étend sur 14 hectares. Le parc, dont la réalisation a commencé en 2005, a été construit par les sociétés Africa-Israel et Tidhar Construction et a été achevé en 2007.
Airport City Beograd est un complexe de 14 immeubles de verre, utilisés pour des bureaux et pour des commerces de détail. L'espace autour des bâtiments doit être paysagé.
Un certain nombre d'entreprises sont déjà installées dans le parc : Unilever, Renault, Intermol, GlaxoSmithKline, Cisco Systems, Unicredit, Banca Intesa, SAP, Hewlett-Packard, Mercury Engineering, Telenor Srbija, Brasseries unies de Serbie, Nil Data Communications, TITAN Cementara Kosjerić, Telelink, SPiDCOM etc.